# Nicolas de Glos
Nicolas de Glos, né le 10 février 1911 à Cannes et mort le 23 mai 1976 à N'Djaména, est un fonctionnaire et résistant français, Compagnon de la Libération. Employé de banque mobilisé en Afrique au début de la seconde guerre mondiale, il décide de se rallier à la France libre en 1940 et combat en Afrique, au Proche-Orient, en Italie et en France. Après la guerre, il devient fonctionnaire dans l'administration coloniale avant d'exercer des fonctions religieuses au Tchad où il est assassiné.

## Biographie

### Jeunesse et engagement
Nicolas de Glos naît à Cannes le 10 février 1911. Confié à la garde d'un cousin à la suite du divorce de ses parents, il s'installe à Bruxelles où il étudie au collège Saint-Michel. Alors qu'il envisageait d'entrer dans les ordres, il commence finalement une carrière dans le domaine bancaire afin de pouvoir aider financièrement son père dans le besoin
. Employé pendant dix ans à la banque Saint-Phalle de Bruxelles, il se voit proposer un poste au Congo belge en 1939.

### Seconde Guerre mondiale
Embarqué en septembre 1939 pour rejoindre son nouveau poste en Afrique, il apprend la déclaration de guerre au cours de son voyage. Mobilisé, il est déplacé à Brazzaville avant d'être démobilisé à la suite de l'armistice du 22 juin 1940. Reparti vers le Congo belge, il apprend cependant que des officiers du Congo français se rallient au général de Gaulle et retourne aussitôt à Brazzaville pour s'engager dans les forces françaises libres. Affecté au bataillon de marche no 1, il est rapidement promu adjudant et participe à la campagne du Gabon et à la campagne de Syrie. Promu sous-lieutenant en 1941, il est muté au bataillon de marche no 11 (BM11) du capitaine Xavier Langlois et prend part à la guerre du désert en Libye et en Égypte où il participe à la seconde bataille d'El-Alamein en octobre 1942.
Détaché à l'état-major de la 2e brigade française libre, il y travaille au 3e bureau chargé des opérations et de la tactique. À ce titre, il offre de précieux services lors de la campagne de Tunisie. Engagé ensuite dans la campagne d'Italie, il est officier de liaison avec la 1re brigade française libre puis officier observateur de la 2e brigade. En août 1944, il participe au débarquement de Provence en tant que chef du 3e bureau de la 1re division française libre et prend part à la bataille de Toulon. Promu capitaine, il retourne au BM11 dont il devient l'adjoint au commandant et participe aux opérations du massif de l'Authion. Il s'y illustre lors de la prise de l'ouvrage de Plan-Caval et de la tête de la Secca en avril 1945.

### Après-Guerre
Une fois démobilisé, Nicolas de Glos choisit de s'engager dans l'administration coloniale et, après avoir suivi la formation de l'école nationale de la France d'outre-mer, il part pour Bangui où il exerce la fonction de chef du bureau des finances. Il est ensuite muté à Mongo, au Tchad, en tant qu'administrateur en chef de la France d'Outre-mer. Après l'accession à l'indépendance du Tchad, désireux de rester dans le pays, il obtient d'être mis en congé spécial en 1961. Il devient alors secrétaire de l'évêché de Fort-Lamy. Entré comme frère coadjuteur à la Compagnie de Jésus en 1968, il est également administrateur de la revue Études. En 1969, il est nommé directeur de l'enseignement privé catholique de Fort-Lamy.
Le 23 mai 1976, au sein de la Cathédrale Notre-Dame de N'Djaména, nouveau nom de Fort-Lamy, Nicolas de Glos est assassiné par un cambrioleur. Rapatrié en France, il est inhumé à Hornoy-le-Bourg, dans la Somme.

## Décorations
|  |  |  |  |  |  |
|  |  |  |  |  |  |
|  |  |  |  |  |  |

| Officier de la Légion d'honneur      | Officier de la Légion d'honneur      | Officier de la Légion d'honneur      | Compagnon de la Libération Par décret du 7 août 1945 | Compagnon de la Libération Par décret du 7 août 1945 | Compagnon de la Libération Par décret du 7 août 1945 | Commandeur de l'Ordre national du Mérite      | Commandeur de l'Ordre national du Mérite      | Commandeur de l'Ordre national du Mérite      |                                               |                                               |                                               |
| Croix de guerre 1939-1945            | Croix de guerre 1939-1945            | Croix de guerre 1939-1945            | Médaille coloniale Avec agrafes "Libye" et "Tunisie" | Médaille coloniale Avec agrafes "Libye" et "Tunisie" | Médaille coloniale Avec agrafes "Libye" et "Tunisie" | Silver Star (États-Unis)                      | Silver Star (États-Unis)                      | Silver Star (États-Unis)                      |                                               |                                               |                                               |
| Officier de l'Ordre national (Tchad) | Officier de l'Ordre national (Tchad) | Officier de l'Ordre national (Tchad) | Officier de l'Ordre national (Tchad)                 | Officier de l'Ordre national (Tchad)                 | Officier de l'Ordre national (Tchad)                 | Officier de l'Ordre de l'Étoile noire (Bénin) | Officier de l'Ordre de l'Étoile noire (Bénin) | Officier de l'Ordre de l'Étoile noire (Bénin) | Officier de l'Ordre de l'Étoile noire (Bénin) | Officier de l'Ordre de l'Étoile noire (Bénin) | Officier de l'Ordre de l'Étoile noire (Bénin) |